# Маяково

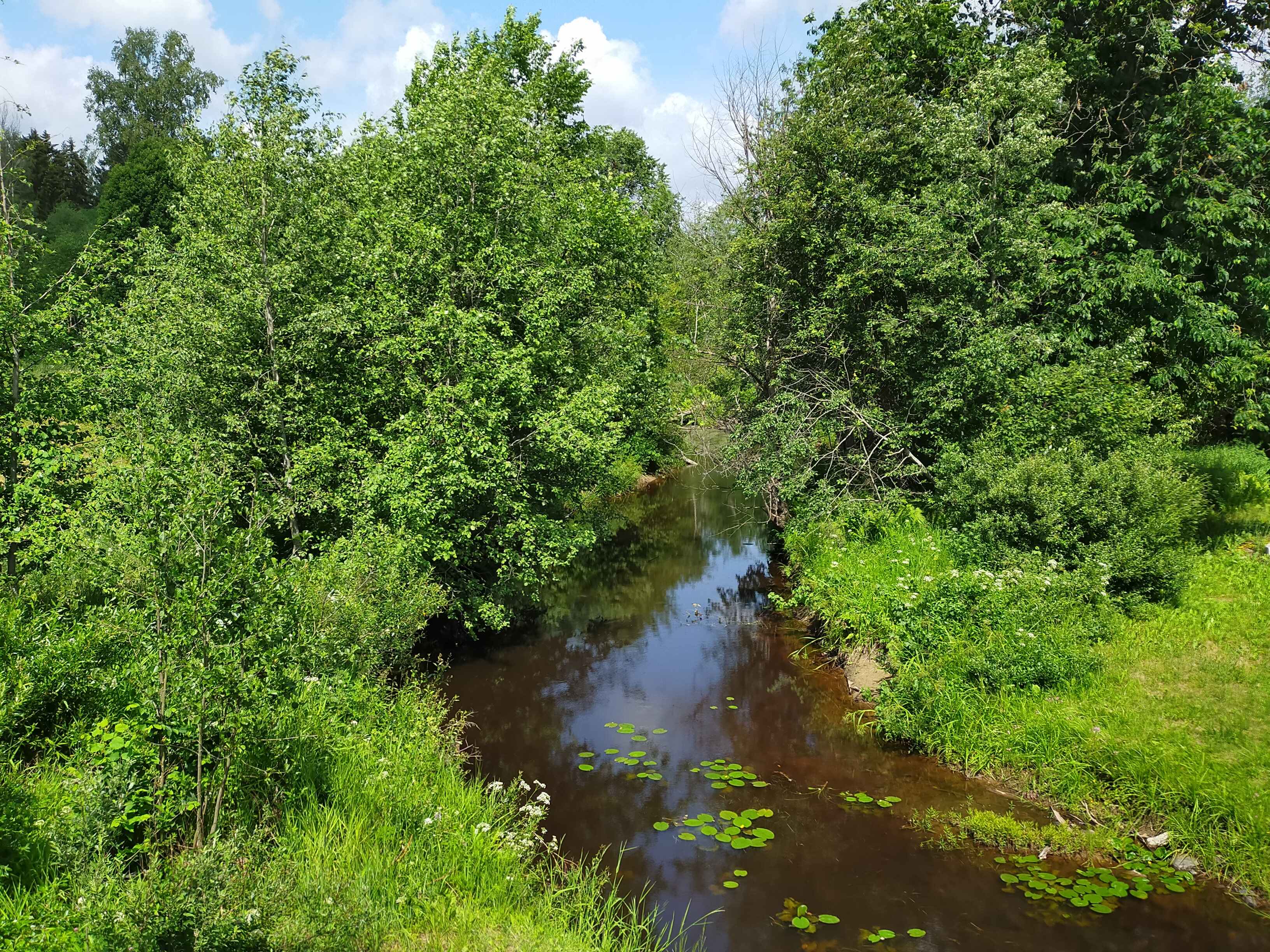
Река Ситня, протекающая через деревню

Мая́ково — деревня в юго-западной части Стругокрасненского района Псковской области. Входит в состав сельского поселения  «Цапельская волость».

## Расположение
- Деревня расположена в 62 км к северо-востоку от города Псков на пересечении автодороги Санкт-Петербург — Псков — Киев М20 с рекой Ситней.
- Удалённость от административного центра района и ближайшей железнодорожной станции — посёлка городского типа Струги Красные составляет 24 км.
- Административный центр сельского поселения — деревня Цапе́лька находится в 16 км к юго-западу от деревни.

## Население
Численность населения деревни составляет на 2000 год — 97 жителей, на 2010 год — 72 жителя.

## Улицы
- Заречная
- Ленинградское шоссе
- Луговая
- Луговой переулок
- Мирный переулок
- Новый переулок
- Псковский переулок
- Речной переулок
- Розовый переулок
- Сквозной переулок
- Сосновый переулок
- Тихий переулок